# 驛傳競走

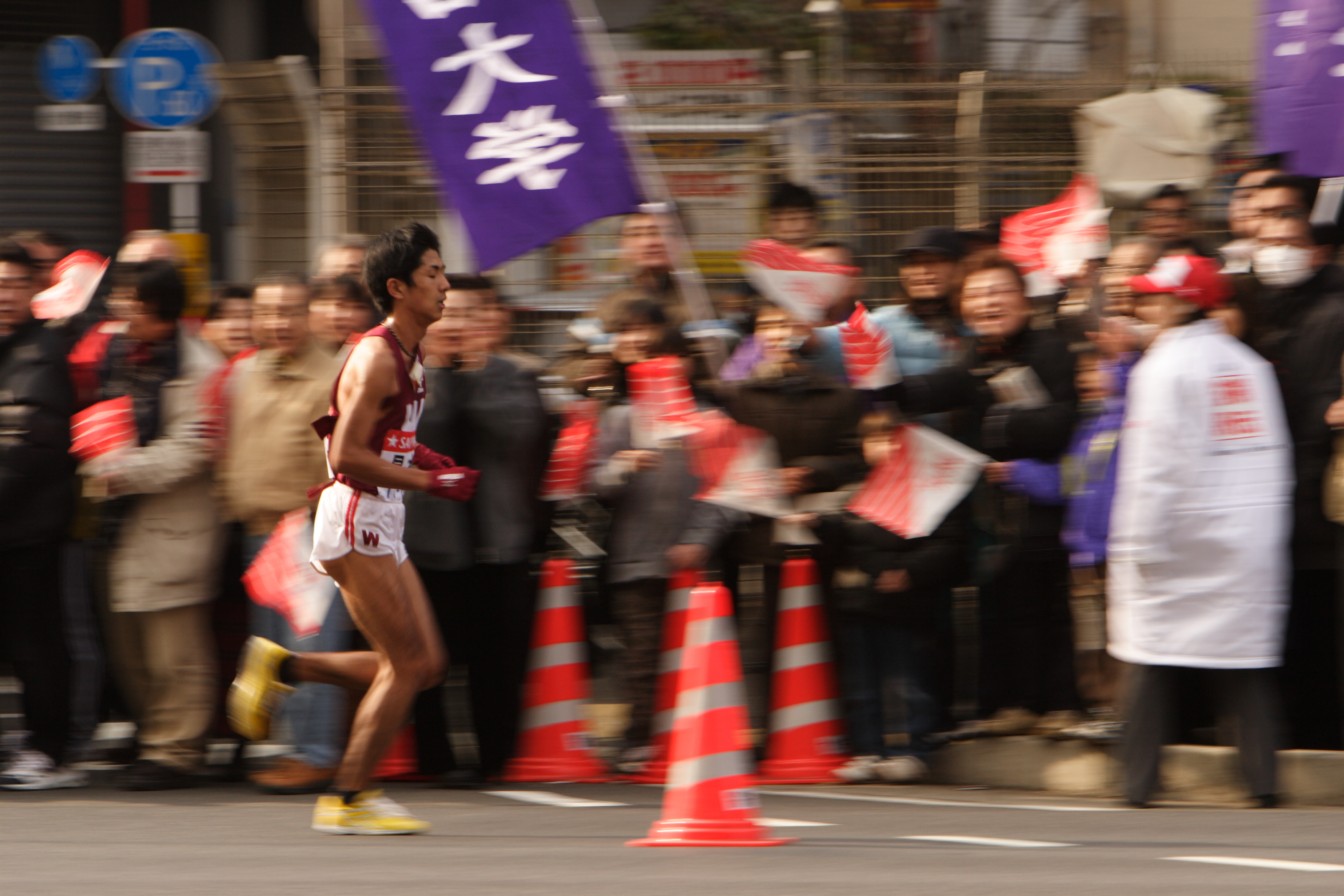
在2007年箱根驛傳中代表早稻田大學出戰的驛站接力賽跑者

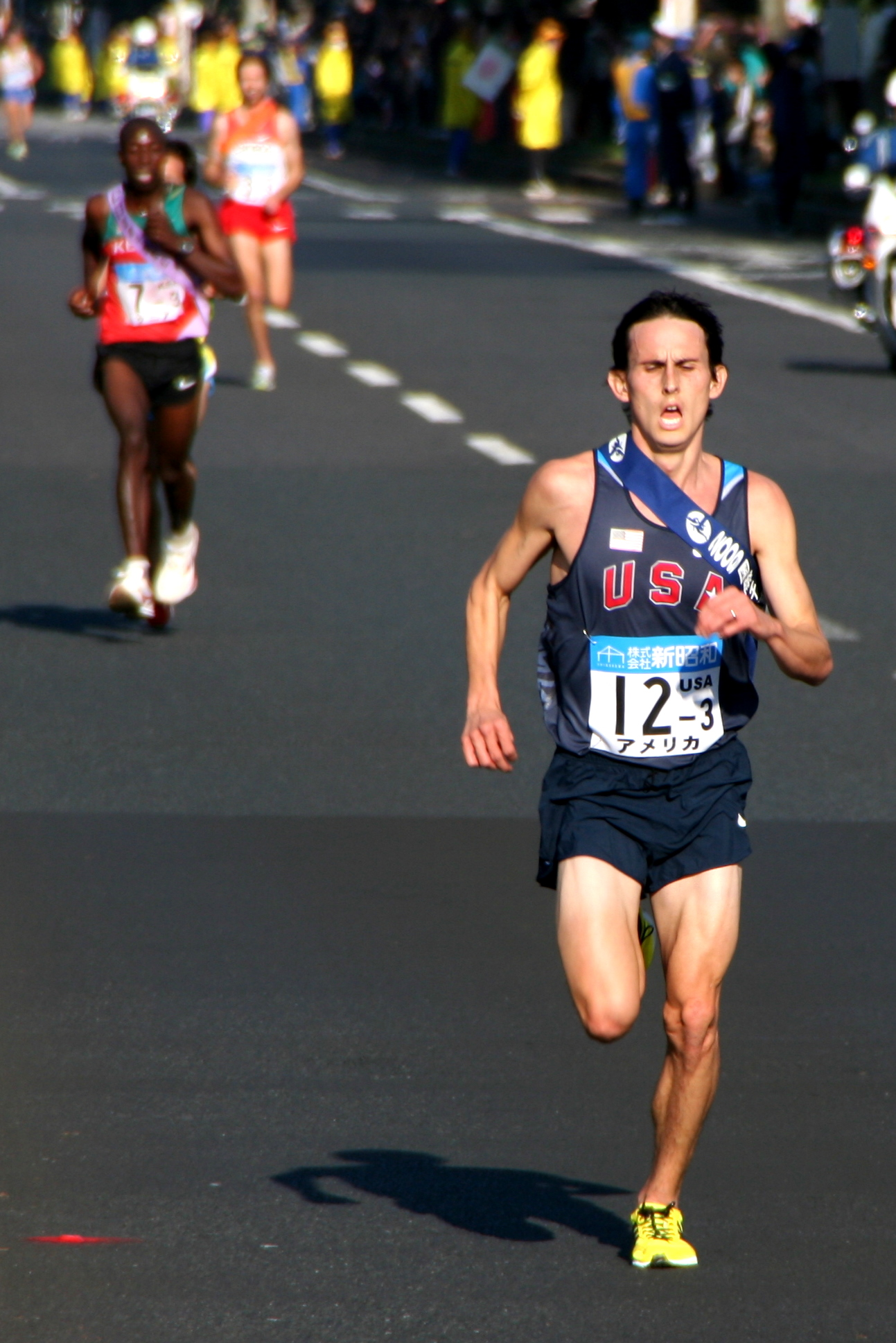
2009年國際千葉驛傳中的美國隊第三棒跑者Ian Burrell

驛傳競走（常簡稱為驛傳，有時也會被誤譯為「車站接力」），又稱驛站接力賽，是一種源自日本、由多人組隊參加的長距離接力賽跑活動。國際田徑總會將驛傳的正式國際名稱定為「Road relay」（道路接力賽），但一般也常習慣直接將其日文唸法轉用而稱為「Ekiden」。

## 名稱由來
「驛傳競走」中的「驛傳」源自唐代傳入的「驛傳制」，或又稱為「傳馬制」，是一種利用接力的方式由騎馬的傳令兵在中央與地方政府間緊急遞送書令的制度。其名稱中的「驛」字，指得是在官道上每隔固定距離就會設置的驛場。
鎌倉時代之後因律令制崩壊，驛站失去管理及功能，漸由商業機能較強的宿場替代，因宿場不具備養驛馬的功能，故由人快步傳遞，稱之為「飛腳」。江戶時代飛腳開始有民間郵遞的功能，一直延續到明治時期才被騎單車的郵差取代。因此驛傳競走雖然使用了「傳馬」、「早馬」之名，但主要延續的卻是飛腳的傳統。

## 歷史
原本是公務用途的驛傳，是在1917年4月27日由讀賣新聞社主辦的「東海道驛傳徒步競走」中，首度被轉化為競技目的的驛站接力賽。配合日本奠都東京五十週年大博覽會而舉辦的該比賽，是以位於京都的三條大橋為起點，並且以東京上野的不忍池（位於今日的上野公園內，博覽會入口前方）作為終點，全程共分為23個區間，508公里的長度。因此今日在三條大橋與不忍池邊，仍可以看到「驛傳發祥地紀念碑」以紀念此運動的誕生 。

## 特色
现如今的日本，每年都會有許多驛站接力賽場次輪流進行，且有不少場次是集中在年初。在比賽的參與資格中，有限定僅能由學校學生隊伍參與的賽事（例如知名的東京箱根間往復大學驛傳競走（箱根驛傳），限定僅能由關東地區的大學隊伍參加），但也有專為以公司行號名義出賽的職業隊伍所舉辦之賽事（例如每年元旦在群馬縣舉辦的全日本實業團對抗驛傳競走大會）。除此之外，也有根據國際田徑總會的規則（總里程42.195公里，分6區間進行）進行競賽的國際性驛站接力賽，例如每年在千葉市舉辦的國際千葉驛傳。
雖然屬於接力賽的一種，但是驛站接力賽並不使用一般接力競賽中常見到的接力棒來進行跑者資格的傳遞。在驛站接力賽中，輪到的跑者會配戴一種被稱為（Tasuki，漢字又可寫作「襷」或「手繦」）的斜肩揹帶。

## 各類作品中的驛站接力賽
- 《新新好男人（日语：いいひと。）》：日本漫畫家高橋真的漫畫作品與以其改編的同名電視連續劇（關西電視台製作，1997年4月至6月間播映）。故事男主角北野優二在求學時代曾是長跑選手，並在畢業後於運動器材公司任職，參與了公司與贊助的驛站接力賽隊伍間之聯絡事宜。
- 《ekiden 驛傳（日语：ekiden 駅伝）》：2000年時上映的日本電影，是一部以驛站接力賽參賽者的人生為主軸的青春電影。
- 《幸福鐵板燒》（てっぱん）：NHK於2010年9月開播的《晨間小說連續劇》系列作品。劇中配角人物瀧澤薰（長田成哉 飾演）是一名因為受傷而被頂尖隊伍釋放出來的職業驛站接力賽選手。
- 《強風吹拂》（風が強く吹いている）：是日本小說家三浦紫苑費時六年採訪取材所撰，是以箱根長距離接力賽跑作為舞台的小說。
- 《奈緒子》：日本田徑漫畫，最後數話便是在描述此種比賽。
- 《最愛》：日本電視劇，女主角的初戀是驛站接力賽參賽者，第一集有比賽片段。